# کیسه‌وار
در پزشکی، کیسه‌وار (انگلیسی: Haustrum) (جمع در لاتین: Haustra) به برجستگی‌های کیسه‌مانند رودهٔ بزرگ گفته می‌شود که در اثر انقباضات نوارهای طولی عضلانی (taeniae coli) ایجاد می‌شوند.
کیسه‌وارها در روده بزرگ، برآمدگی‌های کیسه‌مانندی هستند که بر اثر تشکیل جیب (sacculation) پدید می‌آیند و به پس‌روده (کولون) نمای بخش‌بخش می‌دهند. نوارهای طولی کولون در امتداد روده بزرگ کشیده شده‌اند. توضیحی که برای وجود کیسه‌وارها ارائه شده این است که کولون به دلیل کوتاه‌تر بودن نوارهای طولی نسبت به طول واقعی روده، حالت کیسه‌ای پیدا می‌کند. با این حال، اکنون پذیرفته‌تر این است که کیسه‌وارها در اثر فعالیت شبکه عصبی روده ایجاد می‌شوند.
انقباض‌های کیسه‌واری، حرکات آهسته، بخش‌بخش و ناهماهنگی هستند که تقریباً هر ۲۵ دقیقه رخ می‌دهند. هر کیسه‌وار با پر شدن از کیموس منبسط می‌شود و همین پرشدگی موجب تحریک عضلات برای انقباض و راندن محتویات به کیسه‌وار بعدی می‌گردد. همچنین بنگرید به حرکات لوله گوارش.
فاصلهٔ میان کیسه‌وارها از فاصلهٔ میان چین‌های دایره‌ای در روده کوچک بیشتر است و کیسه‌وارها برخلاف چین‌های دایره‌ای، محیط روده را به‌طور کامل دور نمی‌زنند. این تفاوت‌ها می‌تواند در تشخیص روده کوچک از روده بزرگ در رادیوگرافی شکم کمک‌کننده باشد.

## اهمیت بالینی
از میان رفتن گستردهٔ کیسه‌وارها نشانه‌ای از پس‌روده‌آماس (کولیت زخمی) مزمن است. بزرگ‌شدن موضعی کولون بدون کیسه‌وارها را می‌توان در رادیوگرافی شکم هنگام انسداد یا ولولوس مشاهده کرد.
ولولوس سیگموئید که بیشتر در بیماران روان‌پزشکی یا دچار اختلالات عصبی (مانند بیماری پارکینسون) دیده می‌شود، در تصویر رادیوگرافی نبود کیسه‌وارها را نشان می‌دهد و مسیر روده از لگن تا ربع بالایی راست شکم، زیر دیافراگم امتداد می‌یابد.

## مطالعهٔ بیشتر
- Chen, Ji-Hong; Yang, Zixian; Yu, Yuanjie; Huizinga, Jan D. (1 February 2016). "Haustral boundary contractions in the proximal 3-taeniated rabbit colon". American Journal of Physiology. Gastrointestinal and Liver Physiology. 310 (3): G181–G192. doi:10.1152/ajpgi.00171.2015. PMID 26635318. S2CID 207553178.
- Ritchie, J A (August 1968). "Colonic motor activity and bowel function. I. Normal movement of contents". Gut. 9 (4): 442–456. doi:10.1136/gut.9.4.442. PMC 1552712. PMID 5677279.
- Weinreich, J.; Möller, S. H.; Andersen, D. (November 1977). "Colonic Haustral Pattern in Relation to Pressure Activity and Presence of Diverticula". Scandinavian Journal of Gastroenterology. 12 (7): 857–864. doi:10.3109/00365527709181730. PMID 594654.
- Huizinga, Jan D.; Pervez, Maham; Nirmalathasan, Sharjana; Chen, Ji-Hong (1 June 2021). "Characterization of haustral activity in the human colon". American Journal of Physiology. Gastrointestinal and Liver Physiology. 320 (6): G1067–G1080. doi:10.1152/ajpgi.00063.2021. PMID 33909507. S2CID 233447497.